# 1989 год в истории метрополитена
В этой статье перечисляются основные  события из истории метрополитенов в 1989 году. Полужирным шрифтом выделены открытия новых транспортных систем.

## События
- 7 января — на Дидубе-Самгорской линии Тбилисского метрополитена открыты станции «Сараджишвили» и «Глдани» (ныне «Ахметелис театри»).[1]
- 28 апреля — открыты станции Бакинского метрополитена «Халглар достлугу» и «Ахмедлы».[2]
- 1 сентября:
  - открыта система лёгкого метро города Гвадалахара (Мексика).[3]
  - открыта 11-я станция метрополитена Хельсинки — «Меллунмяки».
- 28 октября — открыты 6 станций Мюнхенского метрополитена: «Брудермюльштрассе», «Талькирхен (Тирпарк)», «Оберзендлинг», «Айденбахштрассе», «Махтльфингерштрассе», «Форстенридер Аллее». В Мюнхене теперь 66 станций.
- 6 ноября — на Узбекистанской линии Ташкентского метрополитена открыты станции «Чор-Су» и «Гафура Гуляма».
- 15 ноября — открыты две станции Горьковского метрополитена (ныне Нижегородский метрополитен) «Кировская» и «Парк культуры». В Горьковском метрополитене 10 станций.
- 2 декабря — на действующем участке Ереванского метрополитена открыта станция «Октемберян» (ныне «Зоравар Андраник»).
- 31 декабря: 
  - открыт первый участок длиной 1,9 км Сырецко-Печерской линии, третьей по счёту в Киевском метрополитене, с тремя станциями: «Золотые ворота», «Дворец спорта», «Мечникова» (ныне «Кловская»).
  - открыта станция Филёвской линии Московского метрополитена: «Крылатское».

## Происшествия
| Дата | Метро                   | Погибли | Пострадали | Описание |
| ---- | ----------------------- | ------- | ---------- | --- |
| ???  | Московский метрополитен | 0       | 0          | При строительстве метро произошли сразу два случая загазованности. В одном случае из-за нарушения режима проветривания при проходке фурнели в забое снизилось содержание кислорода в атмосфере. Во втором случае при выполнении работ по искусственному замораживанию грунтов произошла утечка жидкого азота в траншею, где находились люди. |